# Звезден куп
Звездният куп е група от десетки до стотици хиляди звезди, задържани от взаимната си гравитация и с предполагаем общ произход.
Два са видовете звездни купове, които астрономите различават:
- кълбовиден (още наричан сферичен), състоящ се от стотици хиляди стари звезди, между които гравитационното взаимодействие е много силно изразено
- разсеян, състоящ се от млади, новообразувани звезди, между които гравитационното взаимодействие е чувствително по-слабо.

Изучаването на звездните купове е от голямо значение в различни области от астрономията. Тъй като звездите в един куп са „родени“ по приблизително едно и също време и различните свойства на звездите в купа са функции само на масата, наблюденията над разсеяните и кълбовидните купове спомага за изграждането на теории за звездната еволюция.
Куповете са съществена стъпка в определянето на пространствените мащаби във вселената. Някои от най-близките до Земята купове са достатъчно близки, за да се измерят разстоянията до тях по метода на паралакса. Звездите от тези купове се нанасят с абсолютните си стойности по оста на светимост в диаграмата на Херцшпрунг-Ръсел. Впоследствие, за всяка подобна диаграма на куп, разстоянието до който не е известно, се правят сравнения спрямо светимостта на звездите в този куп и се прави оценка за разстоянието. Когато се използва този метод, се отчитат червеното отместване и звездната популация в купа.